# ЛПРадикалы
ЛПРадикалы — это кокус, созданный в 2006 году в рамках Либертарианской партии США Сьюзен Хогарт и другими членами партии, которые выступили против удаления большей части материалов с партийной платформы во время национального партийного съезда 2006 года. Кокус в целом придерживается идеологии анархо-капитализма. Кокус активно участвовал в Либертарианских национальных конвенциях в 2008 и 2010 годах. Радикальный кокус был возрождён и был чрезвычайно активным во время Либертарианского национального съезда 2016 года.

## История
ЛПРадикалы оставалась неформальной организацией с 2006 по 2016 год. В 2016 году был принят устав и создан новый веб-сайт организации под названием Радикальный кокус Либертарианской партии — термин ЛПРадикалы использовался взаимозаменяемо. Члены-учредители — Сьюзен Хогарт и Марк Монтони, а в организационный совет входят активисты Джеймс Голстон и Кэрин Энн Харлос.

## Ранние кокусы
Первый кокус ЛП Радикалы был активен с 1972 по 1974 год. Создатель кокуса Сэмюэл Эдвард Конкин III использовал его в недолгой попытке увести молодое движение от участия в политическом процессе. В то время как некоторые члены недавних кокусов, в том числе левые рыночные анархисты и агористы, идентифицируют себя со взглядами Конкина, нынешние требования к членству включают в себя участие в государственных и национальных либертарианских партиях и подчёркивают политическое участие как цель кокуса.
Второй и наиболее известный кокус радикалов был основан анархо-капиталистическими палеолибертарианцами Джастином Раймондо, Эриком Гаррисом и Бобом Костелло в 1979 году с целью «объединить партию вокруг радикальных и жёстких либертарианских программ». Раймондо возглавлял кокус с момента его создания до тех пор, пока не покинул Либертарианскую партию в 1983 году, вернувшись в Республиканскую партию. Этот радикальный кокус был распущен в 1984 году.